# Glis (Briga-Glis)
Glis (toponimo tedesco) è una frazione del comune svizzero di Briga-Glis, nel Canton Vallese (distretto di Briga).

## Storia

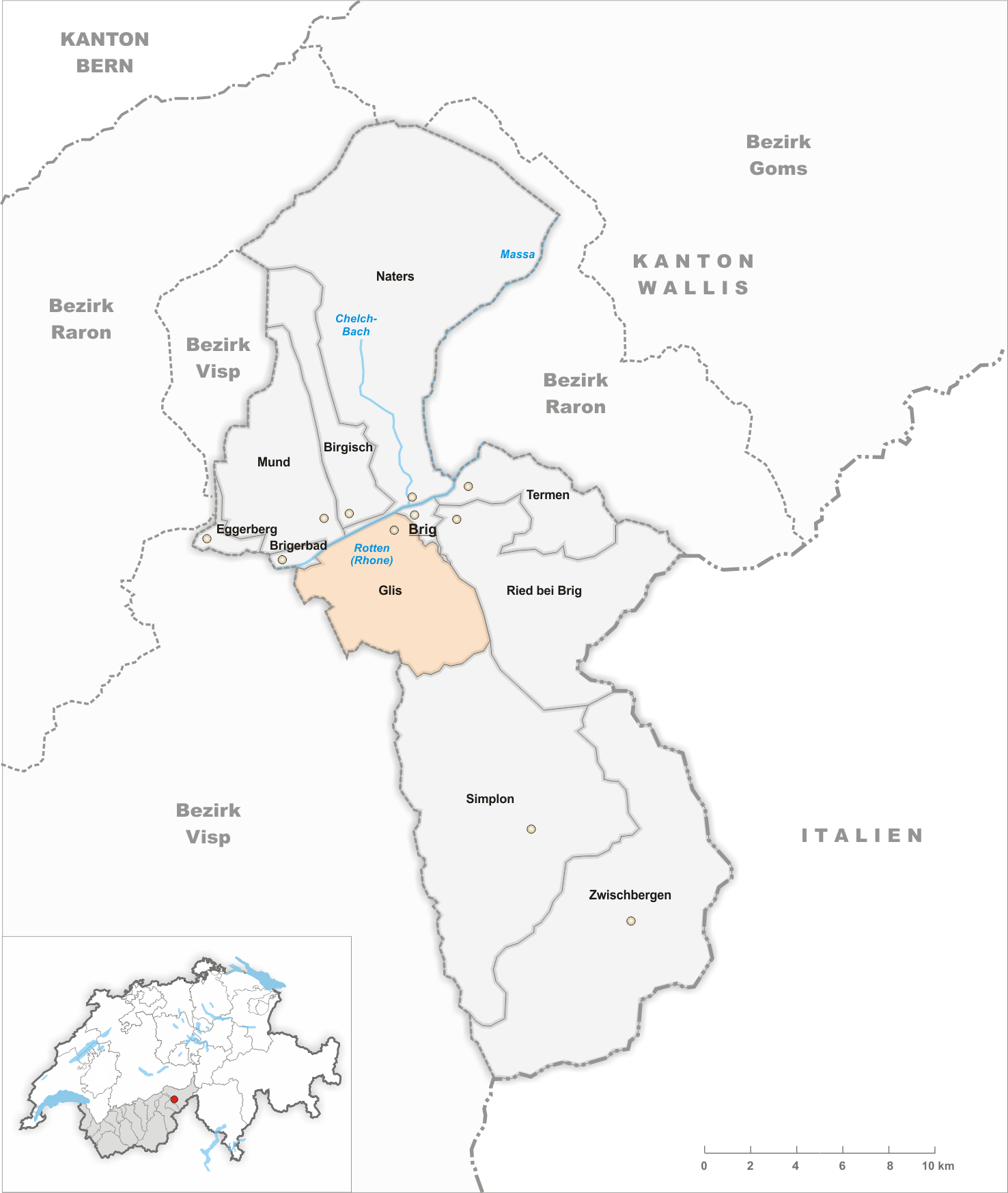
Il territorio del comune di Glis prima degli accorpamenti comunali del 1972

Già comune autonomo che comprendeva anche le frazioni di Gamsen e Holz, nel 1972 è stato accorpato agli altri comuni soppressi di Briga e Brigerbad per formare il nuovo comune di Briga-Glis.

## Monumenti e luoghi d'interesse

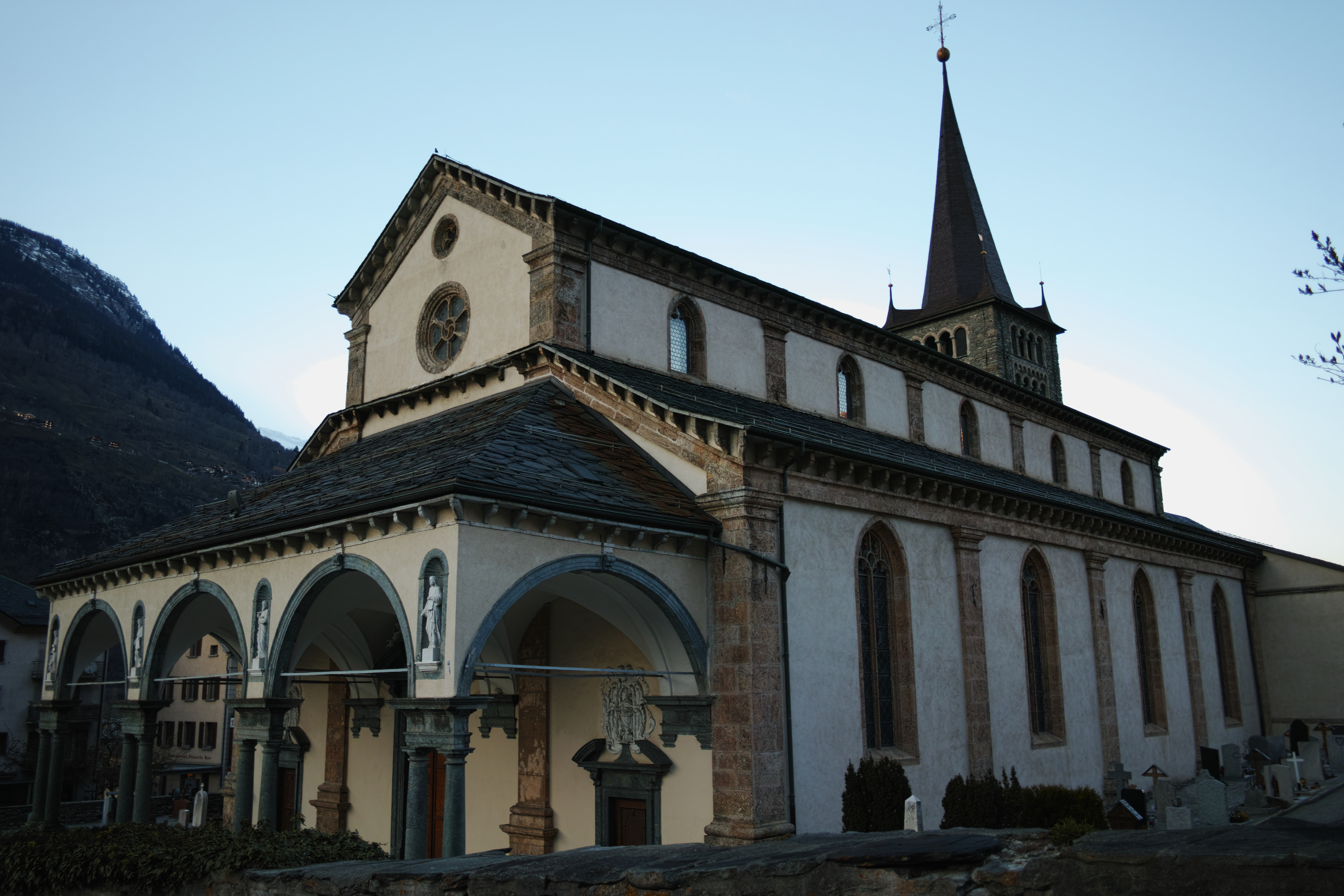
La chiesa di Nostra Signora del Glisacker

- Chiesa di Nostra Signora del Glisacker, attestata dal XIV secolo[1].

## Società

### Evoluzione demografica
L'evoluzione demografica è riportata nella seguente tabella:
Abitanti censiti

## Amministrazione
Ogni famiglia originaria del luogo fa parte del cosiddetto comune patriziale e ha la responsabilità della manutenzione di ogni bene ricadente all'interno dei confini della frazione.